# Las Rosas
Las Rosas là một đô thị thuộc bang Chiapas, México. Năm 2005, dân số của đô thị này là 24969 người.